# Нижня Передель
Нижня Передель (рос. Нижняя Передель) — присілок в Ульяновському районі Калузької області Російської Федерації.
Населення становить 27 осіб. Входить до складу муніципального утворення Село Поздняково.

## Історія
Від 2004 року входить до складу муніципального утворення Село Поздняково

## Населення
| 2002 | 2010 |
| ---- | ---- |
| 50   | ↘27  |